# 영국 비밀정보부
영국 비밀정보부(英國 秘密情報部, 영어: Secret Intelligence Service, SIS) 또는 단순히 MI6(영어: Military Intelligence, Section 6)은 영국의 정보 기관이다. 이스라엘 모사드는 국방부 소속이라면, 영국 MI6는 외무부 소속이다. JIC의 지휘 아래, 군사정보부인 MI5와 국방정보참모부(DIS)와 함께 속해 있다. 시민 서비스 커뮤니티 내에서 비밀정보부는 "박스 850"으로 불리는데 우편함 번호이다. 1995년부터 비밀정보부는 런던의 템스강 남쪽 제방 Vauxhall Cross에 본부를 두었다. 1994년에 영국 정부는 SIS의 존재를 완전히 공표하였다.

## 유래
비밀정보부는 1909년에 창설된 비밀첩보사무부 윌리엄 멜빌에게서 유래하였다. 이는 군사령부와 국방부의 공동 선취권으로 영국과 해외의 비밀첩보 작전을 조정하였다. 특히 독일 제국의 활동에 집중하였다. 비밀첩보사무부는 해군과 육군부로 나뉘었다.

## 영화 007
영화 007의 제임스 본드로 유명한 MI6는 "Directorate of Military Intelligence Section 6"의 약자이다.
00은 MI6에서 임무상 살인이 필요한 경우, 살인을 저질러도 국가에서 책임을 져준다는 뜻을 내포하고 있으며, 실제 00의 코드번호를 가진 요원은 3명 뿐이었다고 한다.

## 언론에 나타난 활동
- 1992년 - 3개월간의 트루팩스 통신사 작전을 통해, MI6는 영국을 위해 스파이가 될 러시아인들을 모집하기 위해 런던 중심가에 트루팩스 통신사를 설립했었다고, 전직 MI6 직원 리처드 톰린슨이 저서를 통해 밝혔다.[2]
- 2000년 3월 - MI6의 요원이 술집에서 정보가 담긴 노트북 컴퓨터를 분실했다. 영국 의회가 보안사고를 비판했다.[3]
- 2000년 9월 20일 - 오후 9시45분, 런던 중심가의 MI6 본부 건물 8층이 러시아제 휴대용 로켓포 RPG-22의 공격을 받았다.[4]
- 2005년 9월 - 일본 외무성의 자문위원회는 일본 정부가 영국 MI6와 같은 정보기관을 보유해야 한다고 조언했다.[5]
- 2006년 - MI6가 97년 역사상 처음으로 직원모집을 위해 신문광고를 했다.[6]
- 2006년 8월 9일 - 러시아 모스크바관구 군사법원은 10만 달러 이상의 사례비를 받고 수년간 MI6에 기밀정보를 제공한 퇴역장교 세르게이 스클리파리(55)에게 징역 13년을 선고했다.[7]
- 2007년 - MI6가 98년 역사상 처음으로 라디오 인터뷰에 해외 정보부 홍보 활동 및 정보 요원 모집을 위해 해외 정보부 요원을 출연시켰다.[8]
- 2008년 9월 28일 - 영국 외무부의 MI6 대변인은 페이스북을 이용해 채용하고 있다고 밝혔다.[9]
- 2009년 6월 16일 - 유엔주재 영국 대사인 존 소여스 경이 11월부터 MI6 부장이 된다고 발표되었다. 토니 블레어 전 총리의 수석 외교정책 자문관을 지냈으며, 뉴욕, 워싱턴, 시리아, 예멘 등에서 외교관 생활을 했다. MI6 직원으로서의 활동은 공개되지 않았다.[10]
- 2009년 7월 - MI6의 차기 부장 존 소여스의 부인인 셀리 소여스의 페이스북에 아파트 위치, 3명의 자녀와 관련된 내용, 친한 외교관 및 영화배우와 찍은 사진 등이 공개되어 있는 것이 발견되었다.[11]
- 2020년 - MI6의 정원을 2500명에서 3500명으로 40% 늘릴 계획이다. 증원되는 1000명은 제임스 본드와 같은 현장요원이 아니라 대부분이 인터넷 요원이라고 한다. 2018년 현재 Mi5와 Mi6의 정원은 6천명 정도로, 한국의 국정원과 규모가 비슷하다. 이것을 영국 정부는 2020년까지 8천명 규모로 늘릴 계왹이다.
- 2025년 6월 - 차기 수장으로 블레이즈 메트러웰리가 지명됐다. 여성이 MI6 수장으로 지명된 것은 116년 역사상 처음이다.[12]

## 같이 보기
- 정보기관 목록